# Ole Berntsen
Ole Valdemar Henrik Berntsen  (Hellerup, 22 januari 1915 - Gentofte, 26 mei 1996) was een Deens zeiler.
Berntsen nam viermaal deel aan de Olympische Zomerspelen en behaalde in de drakenklasse de gouden medaille in 1964, de zilveren medaille in 1952 en de bronzen medaille in 1948.
Berntsen won als schipper in totaal vijf maal de Dragon Gold Cup, deze wedstrijd werd tot het eerste wereldkampioenschap als het officieus wereldkampioenschap gezien.
In 1965 werd Berntsen de eerste wereldkampioen in de drakenklasse.

## Belangrijkste resultaten

### Dragon Gold Cup
| Jaar | Plaats     | Resultaten   |
| ---- | ---------- | ------------ |
| 1949 | Marstrand  | Drakenklasse |
| 1954 | Skovshoved | Drakenklasse |
| 1957 | Hanko      | Drakenklasse |
| 1960 | Amsterdam  | Drakenklasse |
| 1957 | Hanko      | Drakenklasse |

### Wereldkampioenschappen
| Jaar | Plaats   | Resultaten   |
| ---- | -------- | ------------ |
| 1965 | Sandhamn | Drakenklasse |

### Olympische Zomerspelen
| Jaar | Plaats    | Resultaten      |
| ---- | --------- | --------------- |
| 1948 | Londen    | Drakenklasse    |
| 1952 | Helsinki  | 5e Drakenklasse |
| 1956 | Melbourne | Drakenklasse    |
| 1964 | Tokio     | Drakenklasse    |

1948: Hakon Barfod / Sigve Lie / Thor Thorvaldsen ·
1952: Hakon Barfod / Sigve Lie / Thor Thorvaldsen ·
1956: Folke Bohlin / Bengt Palmquist / Leif Wikström ·
1960: Odysseus Eskitzoglou / Constantijn van Griekenland / Georgios Zaimis ·
1964: Ole Berntsen / Christian von Bülow / Ole Poulsen ·
1968: George Friedrichs / Barton Jahncke / Gerald Schreck ·
1972: Thomas Anderson / John Cuneo / John Shaw